# Macchi M.C.200
El Macchi M.C.200 Saetta (‘Rayo’ o ‘Flecha’ en italiano) fue un avión de caza de la Segunda Guerra Mundial fabricado por Aeronautica Macchi en Italia, y utilizado por la Regia Aeronautica. Este aparato y sus desarrollos, los Macchi M.C.202 y Macchi M.C.205 representaron una brillante excepción al pobre panorama general de los aviones de caza italianos de la Segunda Guerra Mundial. No obstante, jamás se logró solventar el principal de sus problemas: una deficiente dotación de armamento.

## Historia y diseño

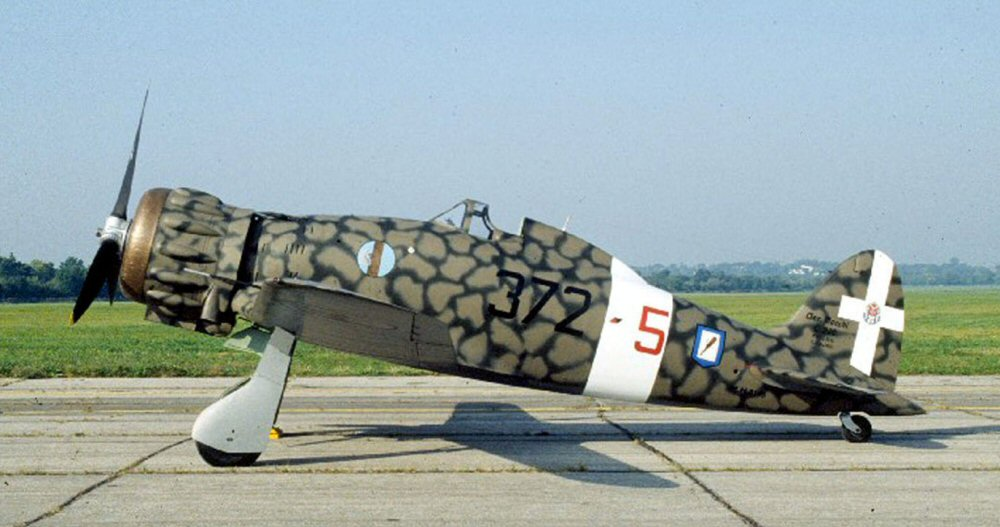
M.C.200 conservado con las marcas del 372° Escuadrón de la Regia Aeronautica

Una vez concluidas las campañas italianas en África Oriental (Etiopía) se puso en marcha un programa para reequipar a las unidades de la Regia Aeronautica.
El Macchi M.C.200 Saetta fue diseñado por el jefe del departamento de diseño de la compañía italiana Macchi, el ingeniero Mario Castoldi ; éste emprendió los estudios sobre la posibilidad de producir un caza monoplano con tren de aterrizaje retráctil. Cuando, en 1936 el gobierno publicó un requerimiento para un caza con destino a la defensa metropolitana, el diseño de Castoldi fue ofrecido y se inició la construcción del prototipo. El armamento previsto en un principio, una ametralladora Breda-SAFAT de 12,7 mm, fue aumentado a dos del mismo tipo.
El diseño Macchi era robusto, compacto e imaginativo, aunque seriamente limitado por la falta de un motor de potencia adecuada (de unos 1.200 cv). En su lugar se utilizó el motor radial Fiat A.74 de 14 cilindros en doble estrella y refrigerado por aire, que no superaba los 870 hp en despegue. Sin embargo un cuidadoso diseño de detalle permitió que se alcanzara una velocidad máxima de 504 km/h a 4.520 m, sólo ligeramente inferior a la del Hawker Hurricane, dotado de un motor Merlin de 1.030 cv; pero la potencia de fuego únicamente era un tercio de la que proporcionaba al aparato británico su batería de ocho ametralladoras Browning.
El prototipo del M.C.200 (matriculado MM.336) fue pilotado por el jefe del equipo de prueba de la compañía, Giuseppe Burei, el 24 de diciembre de 1937 (exactamente en el mismo período que los primeros Hurricane entraban en servicio con los escuadrones de la RAF), y en el momento adecuado realizó vuelos comparativos con los aparatos de caza Caproni-Vizzola F.5, Reggiane Re.2000, AUT.18 y Meridionali Ro.51.
En la época de estas pruebas de competición, el Ministerio del Aire italiano se esforzaba por expandir la producción de aviones e incrementar el poderío de sus fuerzas aéreas (Programa R); pero, en parte a consecuencia de las pérdidas sufridas durante la guerra civil española, esta expansión iba bastante retrasada, situación que aprovecharon rápidamente los fabricantes de aviones, quienes, apuntando la capacidad de producción de sus empresas, propusieron construir no un solo modelo, sino todos los que en aquel momento estaban bajo consideración. Entonces se produjo la ridícula decisión de construir simultáneamente el Macchi M.C.200, los Fiat CR.42, Fiat G.50  y Reggiane Re.2000 .
En resumen, el M.C.200 Saetta tenía una estructura semimonocasco, totalmente metálica y configuración de ala baja cantilever, con la cabina para el piloto elevada sobre el fuselaje y situada sobre el borde de fuga alar, con lo que se obtenía un excelente campo de visión. El robusto tren de aterrizaje de amplia vía se retraía hacia adentro mediante un sistema hidráulico, y el par de ametralladoras sincronizadas Breda-SAFAT de 12,7 mm estaban instaladas en la parte delantera del fuselaje, con la trayectoria de tiro trazada entre las características protuberancias de la cubierta del motor. Posteriormente, las necesidades del servicio operativo propiciaron la instalación de equipos para la carga exterior de bombas hasta un peso total de 300 kg. Todas las superficies de mando estaban recubiertas en tela y los estabilizadores eran de incidencia variable. Los prototipos y los primeros aparatos de serie tenían rueda de cola retráctil, pero después fue fija.
Las evaluaciones en vuelo se llevaron a cabo con excelentes resultados y el M.C.200 se adjudicó en 1938 el concurso del nuevo caza; decidida su puesta en producción, se cursó un pedido inicial por 99 aviones. Las primeras entregas de unidades de serie tuvieron efecto en octubre de 1939. Los primeros ejemplares de este modelo presentaban cubiertas deslizables sobre sus cabinas, que ofrecían al piloto protección contra los elementos a la vez que buena visibilidad general. Pero los pilotos italianos preferían las cabinas abiertas, que se normalizaron en aviones de series posteriores.

## En servicio

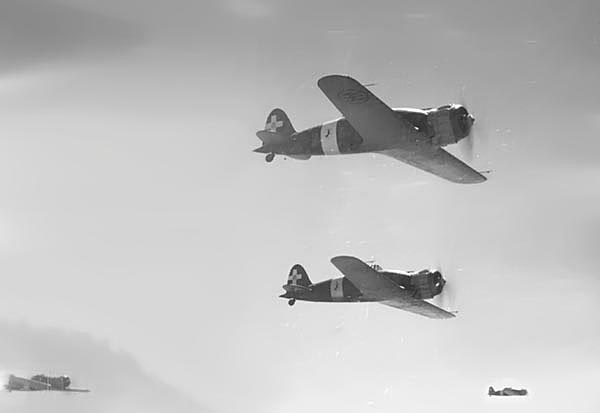
Varios cazas Macchi M.C.200 escoltando bombarderos en 1940/1942.

Cuando, en junio de 1940, Italia se involucró en la Segunda Guerra Mundial, la Regia Aeronautica había aceptado en sus filas un total de 150 Saetta, cuya producción alcanzó la cifra de 1.153 ejemplares, de los que 400 fueron montados por la propia Macchi y el resto entre las compañías Breda y SAI-Ambrosini.
El "Programa R"" estipulaba que el M.C.200 debía entrar en servicio a finales de 1940 equipando tres "stormi" de caza. El primero de éstos fue el 4º Stormo "Cavallino Rampante", pero los pilotos de esta unidad expresaron su preferencia por los biplanos, y se les permitió que cambiaran los M.C.200 por los biplanos Fiat CR.42 del 1.er Stormo. Cuando, el 2 de junio de 1940, Italia entró en guerra, los Saetta equipaban el 152º Gruppo, basado en Airasca, y el 153º Gruppo, el Vergiate (ambos pertenecientes al 54.º Stormo), así como el 6º Gruppo del 1.er Stormo, destacado en Palermo. Estas unidades, que no llegaron a tomar parte en la breve campaña de Francia en junio de 1940 (habían sido temporalmente mantenidos en tierra a causa de dos accidentes de vuelo no aclarados), recibieron su bautismo de fuego, en septiembre de ese mismo año, cuando el 6º Gruppo inició sus acciones de hostigamiento y en patrullas de escolta a los bombarderos que atacaban Malta.
Durante la campaña de Grecia se comentaba que los Fiat CR.42 no tenían nada que temer mientras no apareciera nada mejor que los viejos Gloster Gladiator que se les enfrentaban, pero cuando los Hurricane proporcionaron a la RAF una clara superioridad aérea (hasta la llegada de la Luftwaffe al teatro de operaciones), el 22º Gruppo, equipado con 36 Saettas, fue enviado a Tirana, mientras que los Gruppi, 7º, 9º, 10º, 16º y 153º, con un total de 134 aparatos (de los cuales tan sólo aproximadamente la mitad eran operacionales), tomaron parte en la campaña de Yugoslavia. Precisamente, las grandes pérdidas sufridas en estas campañas propiciaron que en aquellos momentos Alemania enviara el X Fliegerkorps al área mediterránea.
Sin embargo, donde el Saetta realizó la mayor parte de sus acciones fue en el norte de África, merced a la instalación de un filtro de arena en la toma de aire del motor (y el aparato paso a designarse MC.200AS, por "Africa Settentrionale"). La primera unidad que llegó al nuevo escenario bélico fue la 374.ª Squadriglia, en abril de 1941, seguida por los Gruppi 153º y 157º en julio. No obstante a finales de ese mismo año, los Hurricane Mk II y los Curtiss P-40 ya habían superado en el norte de África a los viejos cazas italianos, por lo que durante la ofensiva del Eje de 1942 los Saetta fueron empleados con cierto éxito como cazabombarderos, protegidos por cazas más modernos.
En agosto de 1941, los Saetta del 22º Gruppo fueron trasladados al frente del Este como los primeros componentes del CSIR (Cuerpo Expedicionario Italiano en Rusia), al que siguió el 21.er Gruppo ocho meses después. En la época de la invasión aliada de Sicilia, julio de 1943, el Saetta ya estaba totalmente desfasado, aunque unos 42 aparatos permanecieran en condiciones operacionales en las unidades de combate de primera línea.
Una vez firmado el armisticio de septiembre de 1943, veintitrés Saetta alcanzaron los aeródromos aliados sitos en la Italia meridional, desde donde fueron utilizados por pilotos de la Aviación Cobeligerante Italiana

## Variantes
- M.C.200: dos prototipos propulsados por motores radiales Fiat A.74 RC 38 de 840 cv nominales

- M.C.200: versión de serie, con motores repotenciados.74 RC38; los primeros lotes, los intermedios y los finales de serie incorporaron, respectivamente, cabinas cerradas, abiertas y semicerradas

- M.C.200 AS: versión tropicalizada

- M.C.200CB: versión cazabombardero, con provisión para una carga máxima de 320 kg de bombas o dos depósitos auxiliares de combustible en soportes subalares

- M.C.201: un único prototipo de una versión de desarrollo, con fuselaje revisado y un motor Fiat A.76 RC40 de 1000 cv nominales; voló sólo con el motor A.74 RC38 y su desarrollo fue abandonado en favor del Macchi M.C.202 Folgore.

## Operadores
Italia
- Regia Aeronautica
- Aviazione Cobelligerante Italiana

 Italia
- Aeronautica Militare
  - La fuerza aérea italiana operó algunos aviones como entrenadores hasta 1947

 Italia
- Aeronautica Nazionale Repubblicana

 Alemania nazi
- Luftwaffe
  - La Luftwaffe operó algunos aviones capturados.

## Especificaciones (Macchi C.200)
Referencia datos: Cattaneo, Green y Swanborough.

### Características generales
- Tripulación: 1 piloto
- Longitud: 8,25 m
- Altura: 3,05 m
- Peso vacío: 1964 kg
- Peso cargado: 2200 kg
- Peso máximo al despegue: 2395 kg
- Planta motriz: 1× Fiat A.74 R.C.38, radial de 14 cilindros refrigerado por aire.
  - Potencia: 649 kW (870 HP; 882 CV) a 2520 rpm para despegue
- Hélices: 1× tripala por motor.

### Rendimiento
- Velocidad máxima operativa (Vno): 504 km/h (313 MPH; 272 kt) a 4500 m de altitud
- Alcance: 570 km (308 nmi; 354 mi)
- Techo de vuelo: 8900 m (29 199 ft)
- Régimen de ascenso: 15,3
- Carga alar: 131,7 kg/m²
- Potencia/peso: 0,286 kW/kg

### Armamento
- Ametralladoras: 2× Breda-SAFAT de 12,7 mm, con 740 cartuchos (cinta de 370 cartuchos para cada ametralladora)
- Bombas: Algunos aviones fueron modificados para portar hasta 8x bombas de 15 kg o 2x de 50, 100 o 150 kg bajo las alas

### Desarrollos relacionados
- Macchi M.C.202 Folgore
- Macchi M.C.205 Veltro

### Aeronaves similares
- Bloch MB.150
- MÁVAG Héja
- Fiat G.50
- Reggiane Re.2000
- Curtiss P-36
- Curtiss-Wright CW-21
- Grumman F4F Wildcat
- Seversky P-35
- IAR 80
- Mitsubishi A6M
- Nakajima Ki-43
- Polikarpov I-180

### Listas relacionadas
- Anexo:Cazas de la Segunda Guerra Mundial